# Un conte de Noël (téléfilm, 2002)
Pour les articles homonymes, voir Un conte de Noël.
Un conte de Noël (Santa Claudia) est un téléfilm de Noël allemand, réalisé par Andi Niessner, et diffusé en 2002.

## Synopsis
Mère de deux enfants, dont 1 surdoué, Claudia travaille d'arrache-pied pour récolter les fonds nécessaires à son inscription dans une grande école aux USA, surtout que la demande de bourses a été refusée. Elle accumule les petits boulots, puisqu’elle n’arrive pas à avoir un temps complet comme décoratrice d’un grand magasin …

## Fiche technique
- Titre allemand : Santa Claudia
- Réalisation : Andi Niessner
- Scénario : Markus Gull et Peter Ahorner
- Photographie : Axel Sand
- Musique : Andreas Weidinger
- Durée : 92 min

## Distribution
- Deborah Kaufmann : Claudia Berens
- Thomas Limpinsel : Michael Mansfield
- Christoph Hagen Dittmann : Wolli Wollner
- Herbert Feuerstein : Dirk Hansen
- Franziska Schlattner : Cora Kaltenbruck
- Konrad Baumann : Tobias Berens
- Paul Tietz : Fabian Berens
- Alexander Lutz : Tom Berens
- Hugo Egon Balder : Booker
- Leslie-Vanessa Lill : Alison Mansfield